# コーミ
コーミ株式会社（英: Komi Co., Ltd.）は、コーミソースで知られる調味料メーカーである。コーミの名前の由来は『香味』（こうみ）から。中京圏で好まれている「こいくちソース」を製造販売するメーカーでも有名。
その他にも、愛知県産を中心とする「トマト」や地元の名古屋めしなどのご当地もの関連のソース類にも注力しており、こいくちソースと合わせて3大テーマとしている。
コーポレート・スローガンは「いい味、いい笑顔」。

## 歴史
1946年（昭和21年）に川澄鋼一がソースの製造・販売を行ったのが始まりである。その後川澄食品工業として法人化し、1967年（昭和42年）には現在のコーミ株式会社へ社名変更。ソース専門の犬山工場建設や、各地への営業拠点設置などでソース専業大手の一角を占める企業へ成長した 。1994年（平成6年）3月期には売上高が50億円を超え株式公開も視野に入れていたが、その後は業績が伸び悩み、近年は30億円台後半の売上高で推移している。

## 商品・事業

### こいくちソースと中京圏での強さ
主力商品の「こいくちソース」は、八丁味噌を好む中京圏の消費者のこいくち嗜好を捉えており、「地域ナンバーワン」や「中部での代表的な味覚」と表現されるほどの強いブランド力を持ち、同地区のソースの定番となっている。
そのため、関東や関西などの他地区と異なり、中京圏のウスターソース類の市場では同じく愛知県を創業の地とするカゴメと競い合いながら優位に立ち、2強の一角としてウスターソース類の売上上位を占めている。特にこいくちソースの1リットルタンク等の家庭用大型容器ソースが中京圏では最も売れ筋商品とされ、500ミリリットル容器入りがそれに続くとされている 。
ただし、それゆえに中京地区以外ではシェアが低く苦戦しており、地域性の強い企業でもある。

### 小容量化や専用ソースへの対応
21世紀に入る前後から強みを持つ大型容器が敬遠され小型容器への消費者の購買が移行したため300ミリリットル等の売上比率が上がるなどの変化がみられるようになっている。
1993年（平成5年）にまろやかでコクがあることを売りにした濃い口の「とんかつソース・うまさ横綱」を発売したのを皮切りに、1997年（平成9年）1月28日には「お好みソースマヨネーズ入り」や「焼そばソース 」などを発売するなど専用ソース市場にも参入している。
2000年（平成12年）に発売した「ごまみそとんかつソース」とその発展形である2005年（平成17年）に発売した「金ごま入りとんかつソース」や2002年（平成14年）に発売した「コクうまお好みソース」などの地元特産の八丁味噌を隠し味にした和風濃い口の専用ソースのほか、2003年（平成15年）には同じく地元特産の白醤油を隠し味にした和風の濃い口の「コクうまたこ焼ソース」や濃い口の「コクうま焼そばソース」など専用ソースでも濃い味付けの商品を展開している。
その他にも有機野菜などを原材料とした有機ソースや国産野菜のみを原材料としてアレルギー物質や食品添加物の化学調味料・着色料・甘味料を使用せずに仕上げた「国産野菜でつくった」シリーズなど近年高まっている安全志向のこだわり商品も展開している。
また、2013年（平成25年）には定番の主力商品「こいくちソース」のデザインを約30年ぶりに一新した。

### トマト加工品分野
主力のウスターソース類に次ぐ事業分野である。
「食塩無添加有機ケチャップ」や加工時に使用する酢をすべて黒酢にした「トマトケチャップ黒酢仕立て」など材料や製法にこだわった商品を発売している。
そうしたこだわりの一環としてJAあいち経済連や岡本食品と共に中心となって生産者と消費者から行政や加工業者までを網羅した「愛知県加工用トマト拡大協議会」を設立して2006年（平成18年）11月22日には第一回を開催し、この愛知県産トマトを使用して生協限定で「旬のもぎたてトマトケチャップ」も発売するなど協調して生産と販売の拡大を目指している。
その他にも、加工用トマトなどの原料安定確保に関しては2012年（平成24年）8月29日には北海道沼田町営の沼田町農産加工場との業務連携協定も締結している。
また、海外の輸入トマトの場合でも産地を限定したイタリア産完熟トマトのみを使用する商品も展開している、
ケチャップ以外にも2000年（平成12年）8月にはピザソースやイタリア料理の基本的な味のベースを整えるトマトベースの基礎調味料、マーガリンを加えたコクのあるトマトベースの基礎調味料「料理おまかせトマト」、トマト鍋専用調味料なども発売している。
小学生と保護者を対象にした加工用トマトの収穫・ケチャップ作り体験や幼稚園への出前講座などトマトケチャップを中心にした食育活動を展開しており、2012年（平成24年）からは「あいち食育サポート企業団」にも入会している

### ご当地もの関連

#### 「名古屋めし」シリーズ
2003年（平成15年）に揚げた手羽先にからめ合わせるだけで名古屋名物手羽先唐揚げを仕上げられる「名古屋めし・手羽先のたれ」を発売したのを皮切りに、名古屋ならではの名物の味を家庭で簡単に楽しめる調味料シリーズとして発売している。
あんかけスパゲティ用では2005年（平成17年）に「名古屋めし 辛口あんかけパスタソース」や「名古屋めし 台湾風パスタソース」発売、2006年（平成18年）には辛さを控えた「名古屋めし あんかけパスタソースマイルド」、2012年（平成24年）には名古屋あんかけパスタソースを発売している。
豚カツにからめ合わせるだけでみそかつを仕上げられる「名古屋みそかつのたれ」などを発売している。

#### B1関連
四日市市の「四日市とんてき協会」と共同開発してメーカーで唯一の協会認定となっている「四日市とんてきのたれ」。10年2月にご当地グルメシリーズとして発売や富士宮市の「富士宮やきそば学会」監修の焼きそば専用ソース「富士宮風やきそばソース」、駒ヶ根のかつ丼専用ソース「駒ヶ根ソースかつ丼のたれ」などを発売している
（四日市とんてきはソテーした厚めの豚肉に黒っぽいソースをからめたスタミナ料理というのが本来のものとされているが、応用商品として「塩とんてきのたれ」も発売している。）

#### 他社とのコラボレーション
2005年（平成17年）にカレー専門チェーンCoCo壱番屋と共同開発して発売した「CoCo壱番屋 カレーによく合う芳醇ソース」、2008年（平成20年）にお好み焼き専門店道とん堀と共同開発して発売した「道とん堀 お好みソース」などを発売している。
中部大手菓子卸の種清から2011年（平成23年）3月1日に当社のソースを使った「コーミソースあられ」が発売されている。

### 缶詰類
「ゆであずき」や一緒に炊くだけで美味しい混ぜご飯になる黒大豆水煮「丹波黒豆ごはんの素」などのソースではない缶詰の製造・販売も手がけている。

### 売上構成
2004年（平成16年）には家庭向けの市販用商品が約75%で業務用が約25%だったが、大手コンビニエンスストアの中部地区向けなどに使用されるなど業務用の売り上げを拡大を図った。
その結果、2012年（平成24年）3月期には家庭向けの市販用商品が約66.5%で業務用が約33.5%と業務用の売上比率が上昇している。
また、品目別では2000年（平成12年）はウスターソース類が約15.18億円でトマト加工品類が約13.89億円となるなどケチャップを中心とする分野の比率も高く、次いでたれ類が約5.28億円となっている。

### 地ビールレストラン「ブラウハウス藤が丘」
規制緩和で参入可能になった小規模ビール醸造事業へは日本マイクロブルワーズ協会（JMA）正会員として早くから関心を持ち、1996年（平成8年）12月11日に地下鉄東山線・藤が丘駅から西へ徒歩約3分の名古屋市名東区小池町12番地に敷地面積703.41m2に延床面積756.915m2のビール醸造所を併設したレストランを開業して参入した。
しかし、2000年（平成12年）に和食などの導入やビール以外の飲料の拡充、割高感の払拭を狙った改装を行ってテコ入れをしたが、業績が改善しなかったため2002年（平成14年）12月に閉鎖して撤退した。

## 年表
- 1946年（昭和21年） - 川澄鋼一が創業[1]
- 1950年（昭和25年）
  - 7月 - ソース製造販売を目的として川澄食品工業株式会社として会社設立
  - 8月 - 名古屋市東区芳野町2丁目15番地に本社工場を建設
- 1951年（昭和21年）7月 - トマトケチャップの製造販売を開始
- 1967年（昭和42年）7月 - コーミ株式会社に商号変更
- 1968年（昭和43年）12月 - ソース専門の犬山工場を建設[6]
- 1987年（昭和62年）12月 - 名古屋市東区芳野一丁目9番3号に本社ビルを新築移転する
- 1993年（平成5年）6月29日 - 川澄鋼一が会長、川澄正美が社長就任[57]
- 1996年（平成8年）12月11日 - 名古屋市名東区に地ビール工房つきレストランブラウハウス藤ヶ丘を併設し、外食事業を開始[54]
- 2002年（平成14年）12月 - 地ビール製造工場および地ビールレストランを閉鎖[58]

## 広告
2002年（平成14年）3月末まで女優の山本陽子がCMに起用され、「値段は高いがいい味です」というキャッチフレーズを20年間にわたり続けた。なお、スーパーなどでの実売価格は他社の同等製品と比べても大きな差はない。
2002年（平成14年）4月1日から20代から30代の主婦層に圧倒的に人気のある三浦りさ子を起用し、「マイマザーソース」のキャッチフレーズでにして若手主婦層への浸透を目指し、主力商品の「濃口ソース」の顧客として20～30代を取り込んで売り上げ拡大図っている。

## 事業所
本社
愛知県名古屋市東区芳野1丁目9番3号
東京営業所
東京都中央区新川1丁目7番3号 ウィンド新川ビル2階
大阪営業所
大阪府大阪市淀川区西中島4丁目2番6号 NLC新大阪2号館702号
犬山工場
愛知県犬山市大字羽黒新田上平塚1－5 犬山工業団地内 - 総敷地面積7,123m2、うち工場敷地4,549m2
豊橋工場
愛知県豊橋市西山町字西山345